# Slam Dunk
Slam Dunk (スラムダンク, Suramu Danku) é uma série de mangá escrita e ilustrada por Takehiko Inoue. A história é sobre um time de basquete da escola secundária japonesa Shōhoku. O mangá foi serializado na revista Weekly Shōnen Jump de 1990 até 1996, com os capítulos compilados em 31 volumes tankōbon e publicados pela editora Shueisha. Ele foi adaptado em uma série de anime produzido pela Toei Animation que foi transmitido em todo o mundo, desfrutando de muita popularidade especialmente no Japão, e vários outros países asiáticos e da Europa. Em 2012, Slam Dunk atingiu 120 milhões de cópias vendidas somente no Japão, se tornando um dos mangás mais vendidos da história. Inoue depois usou o basquete como tema central em dois títulos de seus mangás subsequentes: Buzzer Beate e Real. Em 2010, Inoue recebeu elogios especiais da Associação de Basquetebol do Japão por ajudar a popularizar o basquete no Japão.
Em Portugal estreou na RTP legendado nos anos 90.
O filme The First Slam Dunk se tornou o 7º filme de anime com a maior bilheteria do Japão, e o 13º no ranking geral de filmes do país, o que inclui live-action e filmes internacionais.

## Enredo
Hanamichi Sakuragi é um delinquente e líder de uma gangue. Sakuragi é muito impopular com as garotas, tendo sido rejeitado, surpreendentemente, cinquenta vezes. Ele está no primeiro ano do ensino médio da escola Shohoku. Ele conhece Haruko Akagi, à garota de seus sonhos, e fica muito feliz quando ela não o rejeita ou fica com medo dele como todas as outras garotas que ele pediu para sair.
Haruko, reconhecendo o atletismo de Sakuragi, o introduz para o time de basquete de Shohoku. Sakuragi fica relutante em se juntar à equipe primeiramente, pois ele não tem experiência prévia no esporte e acha que o basquete é um jogo para perdedores (em adição ao fato de que a menina quinquagésima o rejeitou para um jogador de basquetebol). Sakuragi, apesar de sua extrema imaturidade e temperamento explosivo, revela-se um atleta natural e se junta à equipe, principalmente na esperança de impressionar e ficar mais perto de Haruko. Mais tarde, Sakuragi percebe que ele realmente ama o esporte, apesar de ter jogado anteriormente, por causa de sua paixão por Haruko. Kaede Rukawa — rival de Sakuragi (tanto no basquete e por Haruko que tem uma grande paixão, embora unilateral, em Rukawa), o novato estrela e uma "garota imã" — se juntam à equipe ao mesmo tempo. Não muito tempo depois Hisashi Mitsui, um habilidoso lançador de três pontos e ex JMV, e Ryota Miyagi, um pequeno armador mas rápido, se juntam à equipe e juntos esses quatro se esforçam para realizar o sonho do capitão da equipe Takenori Akagi, de ganhar o campeonato nacional. Juntos ganham popularidade e o time de basquete Shohoku pouco conhecido torna-se um candidato de estrelas no Japão.

## Produção
Inoue tornou-se inspirado para fazer Slam Dunk porque ele gostava de basquete desde seus anos de colégio. Depois que Inoue começou Slam Dunk, ele ficou surpreso quando ele começou a receber cartas de leitores que diziam que começaram a jogar o esporte devido ao mangá. Seu editor disse-lhe o mesmo "basquete era um tabu neste mundo". Devido a estas cartas, decidiu que queria desenhar os melhores jogos de basquete na série. Com a série, Inoue queria demonstrar os sentimentos de um atleta, como os seus pensamentos quando eles ganham, perdem ou melhoram em seu esporte. Quando ele começou a fazer Vagabond, ele observou que quando ele estava fazendo Slam Dunk ele tinha uma perspectiva mais simples sobre a vida como se concentrar mais em vitórias e sucesso.
Com a série, Inoue queria que os leitores se sentissem realizados, bem como o amor para o esporte. Pensando que o seu sucesso como um artista de mangá era sendo em grande parte devido ao basquete, Inoue organizou um projeto intitulado Slam Dunk Scholarship que dá bolsas de estudo para estudantes japoneses, assim aumentando sua popularidade no Japão. Contudo, quando perguntado sobre a resposta dos leitores para o basquetebol, Inoue comentou que apesar de Slam Dunk é tecnicamente um mangá de basquete, a sua história poderia ter sido feita com outros esportes como futebol. Ele também acrescentou que a obra de arte para o mangá foi muito típico em comparação com seus trabalhos mais recentes, como Real. Suas experiências com basquete também influenciou a história de Slam Dunk: como um jovem Inoue começou a jogar basquete para ser popular com as garotas, mas depois tornou-se interessado com o esporte em si. Este foi espelhado no personagem de Hanamichi Sakuragi, que começa a jogar basquete para ser popular com a garota que ele gosta, para mais tarde realmente gostar do esporte.

## Mídias

### Mangá
A série foi originalmente publicada na revista Weekly Shōnen Jump, da editora Shueisha, da edição 40, de 1990, até a edição 27 de 1996. Os 276 capítulos individuais foram originalmente compilados em 31 volumes tankōbon sob a marca Jump Comics da Shueisha, com o primeiro volume sendo publicado em 8 de fevereiro de 1991, e o volume final em 3 de outubro de 1996. Mais tarde foi relançado em 24 volumes kanzenban, também sob a marca Jump Comics, de 19 de março de 2001 à 02 de fevereiro de 2002.
Em 2018 recebeu uma Nova Edição Especial completa em 20 volumes contendo novas ilustrações de capa desenhadas pelo próprio Takehiko Inoue.
No Brasil, a edição tankōbon completa em 31 volumes foi licenciada pela editora Conrad e publicado entre julho de 2005 e janeiro de 2008.[carece de fontes?] Atualmente, a edição Kanzenban completa em 24 volumes é licenciada e publicada pela editora Panini Comics, desde outubro de 2016.

#### Slam Dunk: 10 Days After
Em 2004, Inoue produziu um epílogo intitulado Slam Dunk: 10 Days After, que foi elaborado em 23 quadros-negros no antigo campus da extinta Misaki High School, localizada na prefeitura de Kanagawa, que foi realizada para a exposição pública a partir de 3 dezembro até 5 dezembro. O epílogo, juntamente com a cobertura do evento foi reimpresso em 2005 na edição de fevereiro da revista Switch.

### Anime
É composto por 101 episódios exibidos na TV Asahi. Produzido pelo estúdio Toei Animation e dirigido por Nobutaka Nishizawa. Foi exibido pela primeira vez em 6 de outubro de 1993 à 23 de março de 1996 pela TV Asahi, mais tarde pela Animax. O anime segue o enredo do mangá, mas não mostra os jogos do Torneio Nacional. Além disso foram lançados quatro filmes, mostrando histórias paralelas da série de TV.

### Jogos eletrônicos
Numerosos jogos eletrônicos baseados na série, principalmente desenvolvidos por Banpresto e produzidos pela Bandai, foram publicados para o mercado japonês. Dois sims de basquete intitulado Slam Dunk Gakeppuchi no Kesshō League e Slam Dunk 2 foram lançados para Game Boy. O Super Nintendo teve três jogos, Slam Dunk: Shi Tsuyo Gekitotsu, Slam Dunk 2: IH Yosen Kanzenban!!, e SD Heat Up!!. Jogos de Slam Dunk também foram liberados para o Game Gear, Mega Drive, e Sega Saturn. Personagens da série também apareceram nos jogos Jump Super Stars e Jump Ultimate Stars para Nintendo DS.